# Alvorada de Minas
Alvorada de Minas är en kommun i Brasilien.   Den ligger i delstaten Minas Gerais, i den sydöstra delen av landet, 600 km sydost om huvudstaden Brasília. Antalet invånare är 3 548.
Omgivningarna runt Alvorada de Minas är huvudsakligen savann. Runt Alvorada de Minas är det mycket glesbefolkat, med 6 invånare per kvadratkilometer.